# Sydney Olympic Park Sports Centre
Sydney Olympic Park Sports Centre – wielofunkcyjna hala sportowa w Sydney, w Australii. Powstała w roku 1984. Jej pojemność wynosi 5000 widzów. Była gospodarzem turnieju tenisistów stołowych oraz taekwondo podczas Igrzysk Olimpijskich Sydney 2000. W 2004 oraz 2006 roku gościła Puchar Narodów Oceanii w piłce ręcznej.